# Burgena leucida
Burgena leucida là một loài bướm đêm trong họ Noctuidae.